# Sione Jongstra
Sione Jongstra (Ruinen, 5 de febrero de 1976) es una deportista neerlandesa que compitió en triatlón. Ganó dos medallas de bronce en el Campeonato Mundial de Triatlón de Larga Distancia en los años 2003 y 2004, y una medalla de bronce en el Campeonato Europeo de Triatlón de Larga Distancia de 2003.

## Palmarés internacional
| Campeonato Mundial | Campeonato Mundial     | Campeonato Mundial | Campeonato Mundial |
| Año                | Lugar                  | Medalla            | Prueba             |
| ------------------ | ---------------------- | ------------------ | ------------------ |
| 2003               | Ibiza (España)         | Medalla de bronce  | Individual         |
| 2004               | Säter (Suecia)         | Medalla de bronce  | Individual         |
| Campeonato Europeo |                        |                    |                    |
| Año                | Lugar                  | Medalla            | Prueba             |
| 2003               | Fredericia (Dinamarca) | Medalla de bronce  | Individual         |